# Baronechinus
Baronechinus is een geslacht van uitgestorven zee-egels uit de familie Stomechinidae.

## Soorten
- Baronechinus baroni Vadet & Nicolleau, 2005 † Vroeg-Jura (Pliensbachien), Marokko.